# Chycza-Brzóstki
Chycza-Brzóstki – wieś sołecka w Polsce położona w województwie świętokrzyskim, w powiecie jędrzejowskim, w gminie Nagłowice.
W dobie Sejmu Wielkiego Brzostki należały do powiatu lelowskiego.
Do powiatu jędrzejowskiego włączona 31 grudnia 1961 z powiatu włoszczowskiego.
W latach 1975–1998 miejscowość administracyjnie należała do województwa kieleckiego.